# Anapausia
Anapausia, nekadašnji biljni rod klasificiran porodici osladovki (Polypodiaceae). Vrste ovog roda prebačene su u rodove Mickelia,  Bolbitis, Cheiropleuria,  Tectaria i Leptochilus.
Rod je 1851. opisao Carl Bořivoj Presl. 

## Sinonimi
- Anapausia acuminata Presl = Mickelia nicotianifolia (Sw.) R. C. Moran, Labiak & Sundue
- Anapausia aliena (Sw.) Presl = Bolbitis aliena (Sw.) Alston
- Anapausia aliena var. cladorrhizans (Spreng.) T.Moore = Bolbitis portoricensis (Spreng.) Hennipman
- Anapausia bicuspis (Bl.) T. Moore = Cheiropleuria bicuspis (Bl.) Presl
- Anapausia bonii (Christ) Nakai = Tectaria harlandii (Hook.) C. M. Kuo
- Anapausia decurrens (Bl.) C. Presl = Leptochilus decurrens Bl.
- Anapausia dentata Presl = Bolbitis aliena (Sw.) Alston
- Anapausia harlandii (Hook.) Nakai = Tectaria harlandii (Hook.) C. M. Kuo
- Anapausia heudelotii (Bory) Presl = Bolbitis heudelotii (Bory) Alston
- Anapausia nicotianifolium (Sw.) Presl = Mickelia nicotianifolia (Sw.) R. C. Moran, Labiak & Sundue
- Anapausia portoricensis (Spreng.) Presl = Bolbitis portoricensis (Spreng.) Hennipman
- Anapausia semipinnatifida (Fée) Presl = Bolbitis semipinnatifida (Fée) Alston
- Anapausia semipinnatifida var. decurrens T.Moore = Bolbitis semipinnatifida (Fée) Alston
- Anapausia vespertilionis (Hook.) Moore = Cheiropleuria bicuspis (Bl.) Presl
- Anapausia zollingeri (Kze.) Presl = Bolbitis sinuata (C. Presl) Hennipman